# ليونيل دي لوس سانتوس
ليونيل دي لوس سانتوس (مواليد 14 ديسمبر 1994) هو ملاكم من جمهورية الدومينيكان، مثّل بلاده في الألعاب الأولمبية الصيفية 2016.

## روابط خارجية
ليونيل دي لوس سانتوس على موقع أوليمبيديا (الإنجليزية)